# Гаспачо
Гаспачо (на испански: gazpacho) е испанска студена доматена супа, която е много популярна в по-топлите райони през лятото. Обикновено е лютива, но има и по-мек вариант.
Както в художествената литература, така и в действителност, се срещат конфузни ситуации, в които някой човек с претенции е ставал за смях, настоявайки да му стоплят изстиналата супа.
Гаспачото се приготвя от домати, зелени чушки, краставици, листа от кориандър, чесън, лук, люта чушка, нарязани ситно, подправени със сол и черен пипер, (балсамов) оцет, зехтин и размесени с вода с лед. Може да се добавят и трохи от сухар за сгъстяване.
Обикновено към гаспачото се сервират отделно и допълнително нарязани зеленчуци (домат, зелена чушка, краставица) и крутони за гарниране.

## Гаспачо в художествената литература
- В научнофантастичния сериал „Червено джудже“ един от героите, Арнълд Римър, загива при изтичане на радиация. Последните му думи са „гаспачо“. По-късно, когато е възкресен под формата на холограма, го убеждават да обясни последните си думи. Той си припомня срама, който е изпитал като млад кадет пред по-старшите офицери, като се оплакал на сервитьора, че гаспачото му е студено. Римър накрая изяжда „купа вряло гаспачо“.
- Във филма от 1987 г. „Жени на ръба на нервна криза““ на Педро Алмодовар различни герои ядат гаспачо, в което Пепа е добавила барбитурати и веднага изпадат в дълбок и продължителен сън.
- В епизода „Вегетерианката Лиса“ на анимационния сериал Семейство Симпсън Лиса Симпсън произнася следните думи: „Чуйте всички добрата новина! Не е нужно да ядете месо! Направих достатъчно гаспачо за всички... Това е доматена супа, която се сервира леденостудена!“, на което Барни Гръмбъл погрешно отговаря „Върви си обратно в Русия!“.

## Гаспачо в популярната култура
„Гаспачо“ е песен на прогресив рок групата „Мерилиън“ от албума Afraid of Sunlight (1995 г.)